# The Brightest Void
Albums de Tarja Turunen
Ave Maria – En Plein Air
(2015) The Shadow Self
(2016)
Singles
1. An Empty Dream[1]
Sortie : 23 juin 2017

The Brightest Void est le troisième EP de la chanteuse finlandaise Tarja Turunen et est sortie le 3 juin 2016. Il sert de prequel à l'album The Shadow Self, paru le 5 août 2016. Selon la chanteuse The Brightest Void représente la lumière et The Shadow Self les ténèbres.
L'album est annoncé par Tarja Turunen comme étant une surprise pour ses fans. La chanteuse déclare avoir enregistré trop de chansons qui lui tenaient à cœur et qu'un seul album n'était pas suffisant pour toutes les partager.

## Liste des pistes
| 1.    | No Bitter End (Video clip version)                            | 3:49 |
| 2.    | Your Heaven and Your Hell (avec Michael Monroe)               | 5:34 |
| 3.    | Eagle Eye (avec Toni Turunen et Chad Smith à la batterie)     | 5:01 |
| 4.    | An Empty Dream (Main Theme from "Corazón Muerto")             | 5:02 |
| 5.    | Witch-Hunt                                                    | 5:16 |
| 6.    | Shameless                                                     | 3:42 |
| 7.    | House of Wax (reprise de Paul McCartney)                      | 5:50 |
| 8.    | Goldfinger (James Bond Main Theme, reprise de Shirley Bassey) | 4:15 |
| 9.    | Paradise (What About Us?) (new mix, avec Within Temptation)   | 5:18 |
| 43:47 |                                                               |      |

| 1. | Into the Sun | 6:10 |

## Crédits
- Tarja Turunen - chant
- Julian Barrett
- Peter Barrett
- Kevin Chown
- Luis Conte
- Mike Coolen - drums
- Guillermo De Medio
- Sharon den Adel - chant sur le titre 9
- Jim Dooley
- Stefan Helleblad - guitare sur le titre 9
- Bart Hendrickson
- Ruud Jolie - guitare sur le titre 9
- Izumi Kawakatsu
- Christian Kretschmar
- Max Lilja - violoncelle
- Michael Monroe - chant sur le titre 2
- Mervi Myllyoja - violon
- Atli Örvarsson
- Tim Palmer - Mixage
- Nico Polo
- Fernando Scarcella
- Alex Scholpp - guitare
- Chad Smith - batterie sur le titre 3
- Martijn Spierenburg - clavier sur titre 9
- Torsten Stenzel
- Mike Terrana - batterie
- Toni Turunen  - chant sur le titre 3
- Jeroen van Veen - basse sur le titre 9
- Mel Wesson
- Robert Westerholt - guitare sur le titre 9
- Doug Wimbish
- Anders Wollbeck